# Ludwig Strakosch
Ludwig Strakosch (1. November 1855 in Brünn – 14. Oktober 1919 in Hamburg) war ein österreichischer Opernsänger (Bariton).

## Leben
Ludwig Strakosch, Sohn eines Zuckerfabrikanten, nahm zunächst Gesangsunterricht bei Therese Stolz in Berlin und Louise Reß in Wien. Er debütierte danach in Linz als „Tell“. Danach sang er in Straßburg, wo er unter Victor Ernst Nessler zum allerersten Mal den „Trompeter“ darbot. Danach folgten Stationen in Königsberg, die Deutsche Oper in Holland, 1891 Breslau, 1892 Hamburg und 1894 Köln. Danach nahm er kein festes Engagement mehr an, sondern arbeitete bis zu seinem Bühnenabschied 1897 nur noch gastierend. Danach zog er nach Wiesbaden und unterrichtete dort Gesang. Ab 1910 war er in Hamburg an der gemeinsam mit seiner Frau Irma Strakosch (1860–1931) eröffneten Gesangsschule tätig.
Sein Repertoire umfasste den „Don Juan“, „Holländer“, „Graf“ in Figaro, „Wolfram“, „Tell“, „Heilung“, „Rigoletto“, „Pizarro“ etc. Besonders erwähnenswert war auch sein Auftreten in Bukarest mit Gemma Bellincioni in Carmen, Faust und La traviata.
Er arbeitete auch als Konzertsänger und wurde als Nachfolger Eugen Guras gepriesen. Besonders bei Balladen von Carl Loewe konnte er überzeugen.

## Schüler
- Delia Reinhardt